# Jonathan McKain
Jonathan "Jon" David McKain (n. 21 septembrie 1982, Brisbane, Australia), este un fotbalist australian, care în prezent activează la clubul Kelantan FA. A jucat și la FC Timișoara între anii 2005–2008.

## Carieră
McKain s-a afirmat în prima ligă română pe postul de fundaș central, fiind ajutat de înălțimea sa (1,90 m). A sosit în România în 2003, de la Brisbane Strikers FC, activând timp de două sezoane la FC Național. În 2005 fost achiziționat de Poli Timișoara, după ce jucase pentru Naționala Australiei la Cupa Confederațiilor, în același an. Până în prezent a strâns peste 80 de partide în Liga 1.